# Davion Berry
Davion Lamont Berry (Oakland, 1º novembre 1991) è un ex cestista statunitense.